# 知里真志保
知里 真志保（ちり ましほ、1909年〈明治42年〉2月24日 - 1961年〈昭和36年〉6月9日）は、アイヌの言語学者。文学博士。北海道大学名誉教授。専攻はアイヌ語学。姉は『アイヌ神謡集』著者の知里幸恵、伯母は口承文芸伝承者の金成マツ。

## 経歴
出生から修学期
1909年2月24日、北海道幌別郡登別村（現在の登別市登別本町）で生まれた。。1929年3月、北海道庁立室蘭中学校（現在の北海道室蘭栄高等学校）を卒業し、地元の幌別役場に勤務する。その後、喜田貞吉と金田一京助が両親に大学進学を勧め、進学を決意した。
1930年、上京して東京・杉並の金田一家に逗留し、第一高等学校に150人中12番の成績で合格し入学。1933年3月に卒業。同年4月から東京帝国大学文学部英文学科で学ぶが、1934年4月に言語学科に転科した。1937年3月に言語学科を卒業し、同年4月に同大学大学院に進んだ。在学中の1938年7月から三省堂編集部員となった。1939年3月、東京帝国大学大学院を退学。
北海道へ戻り、アイヌ研究へ
1940年6月に三省堂を退職し、樺太庁豊原高等女学校教諭（嘱託）として勤務。また、樺太庁博物館技術員を嘱託された。1941年4月に正教諭となったが、1943年6月に病気のため退職。同1943年、北海道帝国大学北方文化研究室嘱託となった。
太平洋戦争後
1948年に様似町で後に妻となる萩中美枝を紹介された。知里は萩中をアイヌ研究の道に導くことになった。1949年6月、北海道大学法文学部講師に就いた。1954年11月19日、学位論文『アイヌ語法研究：樺太方言を中心として』を北海道大学に提出して文学博士の学位を取得。1956年秋、萩中美枝と結婚。知里は3度目の結婚、萩中は再婚で前夫は知里の弟子であった。1958年3月に北海道大学教授に昇格。退官後は同名誉教授となった。
1961年6月9日に死去。墓所は札幌市東本願寺北海御廟にある。

## 受賞・栄典
1949年：北海道新聞文化賞（社会文化賞）を受賞。

## 研究内容・業績
アイヌ民族の視点から、アイヌ語を理論的に研究し、『分類アイヌ語辞典』で1954年度の朝日文化賞を受賞。その他にも、アイヌ語地名研究者の山田秀三とも共同しながら、アイヌ語学的に厳密な解釈を徹底させたアイヌ語地名の研究を進め、数々の論文や『地名アイヌ語小辞典』などを刊行し、北海道の地名研究を深化させた。また、言語学者・服部四郎との共同で北海道・樺太各地のアイヌ語諸方言の研究を行いアイヌ語の方言学の基礎を築いた。その『知里真志保著作集』に代表されるその業績はアイヌ語学に留まらず、文学、民俗学、風俗、歴史研究にまたがり「アイヌ学」という一つの学問を築き上げている。

### 研究者らに対する人物評
- 金田一京助を敬愛していたが、アイヌとしての自意識もあり、感情的な部分も含めて、学問的な批判は金田一に対しても容赦しなかった。また、先駆者であったジョン・バチェラーはもとより、研究仲間だった河野広道や更科源蔵、高倉新一郎らの著述における問題についても辛辣な批判を繰り広げた。[要出典]
- 同じくアイヌ研究者永田方正についても「アイヌ語の地名や研究については（中略）偉大なものがある」と認める一方、その著書に関しては「欠陥だらけで、満身創痍、かろうじて余喘を保っているにすぎない」と批判している[19]。

## 家族・親族
知里姓の由来
1875年（明治8年）頃、真志保の祖父のチリパ・ハエプトが和名（戸籍名）として「知里 波ヱ登」と名乗り、その一族も知里姓を名乗るようになった。
「チㇼ（チㇽㇽ）」は、アイヌ語で「鳥」を意味し、漢字の当て字で「知里」と名付けられた。

### 知里家
北海道幌別郡登別村（現在の登別市登別本町）
〈 〉は、アイヌ名。
- 祖父・波ヱ登（〈ハエプト〉、1851年 - 1904年、南部藩の和人と、チョマプの息子）
- 祖母・加之（〈カシヌカラ〉、1853年 - 1923年、登山盤里・サンケテクの娘、波ヱ登の妻）
- 伯母・夏（ハツとも、1879年 - 没年不明、波ヱ登・加之の長女、高吉の姉）
- 父・高吉（たかきち、1884年4月15日 - 1961年10月30日、波ヱ登・加之の長男、牧畜業、造園業）
- 叔母・波（1885年 - 没年不明、波ヱ登・加之の二女、高吉の長妹）
  - 同人夫・金成 三郎（金成喜蔵・連の三男、金成太郎の次弟）
- 叔父・浅之助（1893年 - 1944年、波ヱ登・加之の二男、高吉の長弟）
- 叔母・トモ（1896年 - 1897年、波ヱ登・加之の三女、高吉の末妹）
- 叔父・盛一（1900年 - 1900年、波ヱ登・加之の三男、高吉の末弟）
- 母・ナミ（波子とも、〈ノカアンテ〉、1879年6月25日 - 1964年5月30日、金成恵理雄・茂奈之の二女、高吉の妻）
- 姉・幸恵（1903年 - 1922年、高吉・ナミの長女、『アイヌ神謡集』著者）
- 兄・高央（たかなか、1907年4月15日 - 1965年8月25日、高吉・ナミの長男、教師）
  - 同人妻・もと
- 妹・芳枝（高吉・ナミの二女）
- 養姉妹
  - ミサオ（高吉・ナミの養女、和人）
    - 同人夫・佐藤 三次郎（1912年 - 没年不明、佐藤三平の息子）

  - マキ（高吉・ナミの養女、和人）
    - 同人夫・藤原 秀男
- 妻子
  - 一人目妻・文子
    - ゆかり（文子との長女）
    - まゆみ（文子との二女）
    - 昭彦（文子との長男）
    - 保彦（文子との二男）
    - いずみ（文子との三女）

  - 二人目妻・麻子
  - 三人目妻・美枝 （1927年 - 2021年 、萩中与三治の長女、アイヌ文化研究家）
- 姪
  - 真希（みどりとも、高央・もとの長女）
  - むつみ（1948年 - 2016年、高央・もとの二女、真希の妹、アイヌ文化伝承者、知里幸恵 銀のしずく記念館の初代館長）
    - 同人後夫・横山 孝雄（1937年 - 2019年、トキワ荘在住者とも交友のあった漫画家、知里幸恵 銀のしずく記念館の初代理事長）

### 金成家
北海道幌別郡幌別村（現在の登別市幌別）
- 祖父・恵理雄（〈ハウェリレ〉、生年不明 - 1886年、ネンパクの息子、ナミの父）
- 祖母・茂奈之（〈モナㇱノウㇰ〉、1848年 - 1931年4月、ラサウの娘、ナミの母）
- 大伯母
  - ナナシ（ネンパクの長女、恵理雄の長姉）
  - シンアイウク（ネンパクの二女、恵理雄の次姉）
  - 連（〈レルラ〉、1845年1月13日 - 1888年10月6日、ネンパクの三女、恵理雄の三姉）
    - 同人夫・喜蔵（〈カンナリキ〉、1824年 - 1912年、金成カハト・刀茂の息子、実業家、愛隣学校の創設者、幌別アイヌの長老）
- 従兄伯父・太郎（〈ペテロ〉、1867年 - 1897年、喜蔵・連の長男、三郎の長兄、教師、アイヌ初の伝道者）
- 伯母・マツ（戸籍名は广知。松、松子とも、〈イメカヌ、イメカノ、イメカナとも〉、1875年 - 1961年、恵理雄・茂奈之の長女、ナミの姉、口承文芸・ユカㇻの伝承者、伝道師）

### その他先祖・親戚
- 高祖母・コトミ（登山盤里・ラサウの母）
- 曽祖父
  - 登山 盤里（〈トウサンパレ、コトミの息子、加之の父）
  - ネンパク〈メンハチとも、恵理雄の父〉
  - ラサウ（コトミの息子、盤里の兄弟、茂奈之の父、幌別アイヌ総本家）
- 曽祖母
  - チョマプ（波ヱ登の母）
  - 登山 サンケテク（盤里の妻、加之の母）
- 義甥・義姪
  - 佐藤 洋子（佐藤三次郎・ミサオの長女）
  - 佐藤 秀三（佐藤三次郎・ミサオの長男）
  - 藤原 かほる（藤原秀男・マキの長女）
  - 藤原 みな子（藤原秀男・マキの二女）
  - 藤原 平也（藤原秀男・マキの長男）
- 大姪・木原 仁美（1974年 - 、むつみ・むつみの前夫の娘、アイヌ文化伝承者、知里幸恵 銀のしずく記念館の3代目館長）

## 著作一覧
知里の著作の多くはデジタル化されており、国立国会図書館デジタルコレクションや青空文庫で公開されている。

### 単著
- 『アイヌ民俗研究資料』 第1、アチックミューゼアム〈アチックミユーゼアム彙報 第8〉、1936年5月。NDLJP:1461518。
- 『アイヌ民譚集』郷土研究社、1937年1月。 doi:10.11501/1843909
  - 『アイヌ民譚集 付 えぞおばけ列伝』関敬吾解説、岩波書店〈岩波文庫〉、1981年7月。
- 『アイヌ民俗研究資料』 第2、アチックミューゼアム〈アチックミユーゼアム彙報 第17〉、1937年5月。NDLJP:1461550。
- 『アイヌの歌謡 第1集』日本放送協会、1948年4月。
- 『アイヌ語地形語彙』北海道郷土研究会〈郷土研究叢書 第1輯〉、1951年5月。
- 『アイヌ神謡銀のしずく降れ降れまわりに ふくろう神が自分を演じた歌』北海道郷土研究会〈郷土研究資料シリーズ No.1〉、1951年8月。
- 『分類アイヌ語辞典』 第1巻 植物篇、日本常民文化研究所〈日本常民文化研究所彙報 第64〉、1953年4月。 doi:10.11501/2475053
  - 『分類アイヌ語辞典』 第2巻 動物篇、日本常民文化研究所〈日本常民文化研究所彙報 第87〉、1962年6月。 doi:10.11501/2475054
  - 『分類アイヌ語辞典』 第3巻 人間篇、日本常民文化研究所〈常民文化研究 第68〉、1954年12月。
- 『樺太アイヌの神謡』北海道郷土研究会〈郷土研究資料シリーズ No.2〉、1953年8月。
- 『かむい・ゆうかる アイヌ叙事詩入門』アポロ書店、1955年1月。
- 『アイヌ文学』元々社〈民族教養新書 24〉、1955年3月。
- 『アイヌ語入門 とくに地名研究者のために』楡書房〈にれ双書 1〉、1956年6月。
  - 『アイヌ語入門 とくに地名研究者のために』（復刻版）北海道出版企画センター、1985年4月。
- 『地名アイヌ語小辞典』楡書房〈にれ双書 2〉、1956年9月。 doi:10.11501/2481007
  - 『地名アイヌ語小辞典』（復刻版）北海道出版企画センター、1984年3月。
- 『アイヌの文学』岩波書店〈岩波講座 日本文学史 第16巻〉、1959年1月。
- 『アイヌ民話と唄』北海道豆本の会〈ゑぞ・まめほん 27号〉、1960年2月。
- 『えぞおばけ列伝』ぷやら新書刊行会〈ぷやら新書 第1巻〉、1960年4月。
  - 和田義雄 編『えぞおばけ列伝』（新装覆刻版）沖積舎〈ぷやら新書 第1巻〉、1981年10月。
- 『アイヌに伝承される歌舞詞曲に関する調査研究』文化財保護委員会〈文化財委託研究報告 第2〉、1960年10月。

- 『和人は舟を食う』北海道出版企画センター、1986年6月。ISBN 9784832886049。
  - 『和人は舟を食う』（再版）北海道出版企画センター、2000年6月。ISBN 9784832800045。
- 小坂博宣 編『知里真志保の「アイヌ文学」』クルーズ、2012年11月。ISBN 9784905756644。

#### 共著
- 金田一京助、知里真志保『アイヌ語法概説』岩波書店、1936年7月。 doi:10.11501/1816161
  - 金田一京助、知里真志保『アイヌ語法概説』（復刻版）ゆまに書房〈世界言語学名著選集 第2期 東アジア言語編 第2巻〉、1999年3月。ISBN 9784897146591。
- 知里真志保、小田邦雄『ユーカラ鑑賞』元々社、1956年2月。
- 知里真志保、山田秀三『室蘭市のアイヌ語地名 地名の由来・伝説と地図』知里真志保、1958年3月。
  - 知里真志保、山田秀三『幌別町のアイヌ語地名 地名の由来・伝説と地図』（複製版）噴火湾社〈室蘭・登別のアイヌ語地名 其の1〉、1979年5月。
  - 知里真志保、山田秀三『幌別町のアイヌ語地名 地名の由来・伝説と地図』（復刻版）知里真志保を語る会〈室蘭・登別のアイヌ語地名 其の1〉、2004年11月。
- 知里真志保、山田秀三『室蘭市のアイヌ語地名 地名の由来・伝説と地図』札幌印刷、1960年5月。
  - 知里真志保、山田秀三『室蘭市のアイヌ語地名 地名の由来・伝説と地図』（複製版）噴火湾社〈室蘭・登別のアイヌ語地名 其の2〉、1979年5月。
  - 知里真志保、山田秀三『室蘭市のアイヌ語地名 地名の由来・伝説と地図』（復刻版）知里真志保を語る会〈室蘭・登別のアイヌ語地名 其の2〉、2004年11月。
- 知里真志保、小田邦雄『ユーカラ鑑賞 アイヌ民族の叙事詩』潮文社〈潮文社新書〉、1968年9月。

#### 共編
- 金田一京助・知里真志保共 編『りくんべつの翁 ――アイヌの昔話――』彰考書院〈世界昔ばなし文庫〉、1948年11月。

#### 著作集
- 『説話・神謡編Ⅰ』平凡社〈知里真志保著作集 第1巻〉、1973年5月。
  - 収録：アイヌ民譚集, アイヌの神謡（一）, アイヌの神謡（二）, 樺太アイヌの神謡（一）, 樺太アイヌの神謡（二）, りくんべつの翁（樺太編）, アイヌの民話と唄.
- 『説話・神謡編Ⅱ』平凡社〈知里真志保著作集 第2巻〉、1973年8月。
  - 収録：アイヌに伝承される歌舞詞曲に関する調査研究, アイヌの散文物語 ――川下の者の昔話――, 呪師とカワウソ ――アイヌの創造神コタン カルカムイの起原的考察――, アイヌ民俗研究資料 第二, アイヌの歌謡 第一集, 疱瘡神に関する資料, かむい・ゆうかる抄 ――アイヌ叙事詩入門――, えぞおばけ列伝, 説話掌篇集.
- 『生活誌・民俗学編』平凡社〈知里真志保著作集 第3巻〉、1973年11月。
  - 収録：ユーカラの人々とその生活 ――北海道の先史時代人の生活に関する文化史的考察――, アイヌの鮭漁 ――幌別における調査――, アイヌ語獣名集, アイヌ語の植物名に就いて, 樺太アイヌの生活, 小論集, アイヌ語地名解, 地名アイヌ語小辞典, アイヌ語法研究 ――樺太方言を中心として――.
- 『アイヌ語研究編』平凡社〈知里真志保著作集 第4巻〉、1974年5月。 doi:10.11501/13293857
  - 収録：アイヌ語法概説, アイヌ語に於ける母音調和, アイヌ語入門 ――とくに地名研究者のために――, 小論集.
- 『分類アイヌ語辞典 植物編・動物編』平凡社〈知里真志保著作集 別巻Ⅰ〉、1976年7月。
  - 収録：分類アイヌ語辞典 第一巻 植物編, 分類アイヌ語辞典 第二巻 動物編（遺稿）.
- 『分類アイヌ語辞典 人間編』平凡社〈知里真志保著作集 別巻Ⅱ〉、1975年10月。
  - 収録：分類アイヌ語辞典 第三巻 人間編.

### 論文
- 「アイヌ民譚」『民俗学』第4巻第3号、民俗学会、1932年3月、238-241頁。
- 「アイヌ昔噺『夫婦同名』」『民俗学』第4巻第8号、民俗学会、1932年8月、670-673頁。
- 「アイヌの昔話」『旅と伝説』第7年第12号、三元社、1934年12月、93-101頁。
- 「ウェンベ・ブリ？ ――本誌所載深瀬春一氏文を駁す――」『旅と伝説』第7年第12号、三元社、1934年12月、103-107頁。
- 「アイヌ語」『国文学 解釈と鑑賞』第4巻第7号、至文堂、1939年7月、128-132頁。
- 久保寺逸彦、知里真志保「アイヌの萢瘡神「パコロ・カムイ」に就いて（上）」『人類学雑誌』第55巻第3号、日本人類学会、1940年3月、124-128頁、doi:10.1537/ase1911.55.124、NAID 130003726594。
- 久保寺逸彦、知里真志保「アイヌの疱瘡神「パコロ・カムイ」に就いて(下)」『人類学雑誌』第55巻第3号、日本人類学会、1940年4月、169-199頁、doi:10.1537/ase1911.55.169、NAID 130003881988。
- 「アイヌ語の連体詞」『言語研究』第7・8号、日本言語学会、1941年4月、112-146頁、doi:10.11435/gengo1939.1941.112、NAID 130003564836。
- 「アイヌ語の植物名に就いて」『民族学研究』第1巻第10号、日本文化人類学会、1943年10月、955-972頁、doi:10.14890/minkennewseries.New1.10_955、NAID 110001837762。
- 「樺太アイヌの説話」『民族学研究』第12巻第4号、日本文化人類学会、1948年3月、328-338頁、doi:10.14890/minkennewseries.12.4_328、NAID 110001837724。
- 「アイヌ語に於ける母音調和」『北海道大学文学部紀要』第1号、北海道大学文学部、1952年3月、101-118頁、NAID 110006649524。
- 「呪師とカワウソ ――アイヌの創造神コタンカルカムイの起源的考察――」『北方文化研究報告』第7号、北海道大学北方文化研究室、1952年3月、47-80頁、NAID 40003547338。
- 「樺太アイヌの神譜」『北方文化研究報告』第8号、北海道大学北方文化研究室、1953年3月、185-240頁。
- 「ユーカラの人々とその生活 ――北海道の先史時代人の生活に関する文化史的考察――（1）」『歴史家』第2号、北海道歴史家協議会、1953年11月。
- 前川文夫「知里真志保：分類アイヌ語辞典第一巻植物編」『植物研究雑誌』第29巻第2号、植物研究雑誌編集委員会、1954年2月、63-64頁、CRID 1390014183334301440、doi:10.51033/jjapbot.29_2_3682、ISSN 0022-2062。
- 知里真志保「アイヌの神話」『北方文化研究報告』第9号、北海道大学北方文化研究室、1954年3月、1-78頁、doi:10.11501/3564396、NDLJP:3564396。「国立国会図書館デジタルコレクション.国立国会図書館内/図書館・個人送信限定」
- 「ユーカラの人々とその生活 ――北海道の先史時代人の生活に関する文化史的考察――（2）」『歴史家』第3号、北海道歴史家協議会、1954年5月、33-60頁、NAID 40003813950。
- 「アイヌの散文物語」『北方文化研究報告』第10号、北海道大学北方文化研究室、1955年4月、251-319頁。
- 知里真志保、山田秀三「あの世の入口」『北方文化研究報告』第11号、北海道大学北方文化研究室、1956年3月、1-33頁。
- 「アイヌ語のおもしろさ」『日本文化財』第15号、奉仕会出版部、1956年7月、32頁。
- 近藤日出造、知里真志保「近藤日出造見参 やあこんにちは 第165回・知里真志保氏」『週刊読売』第15巻第40号、読売新聞社、1956年9月、48頁。
- 「アイヌ語の特殊語について」『北方文化研究報告』第12号、北海道大学北方文化研究室、1957年4月、1-12頁。
- 知里真志保、山田秀三「幌別町のアイヌ語地名」『北方文化研究報告』第13号、北方文化研究報告、1958年4月、1-34頁。
- 「アイヌの鮭漁 ――幌別における調査――」『北方文化研究報告』第14号、北方文化研究報告、1959年3月、245-265頁。
- 「アイヌ語獣名集」『北海道大学文学部紀要』第7号、北海道大学文学部、1959年3月、121-150頁、NAID 110006662887。
- 服部四郎、知里真志保「アイヌ語諸方言の基礎語彙統計学的研究」『民族学研究』第24巻第4号、日本文化人類学会、1960年11月、307-342頁、doi:10.14890/minkennewseries.24.4_307、NAID 110001838079。
- 知里真志保、山田秀三「室蘭市旧地名考」『北方文化研究報告』第15号、北海道大学北方文化研究室、1960年4月、79-139頁。
- 「アイヌの神謡（二）」『北方文化研究報告』第16号、北海道大学北方文化研究室、1961年4月、1-34頁。
- 「服装に関するアイヌ語調査資料（遺稿）」『ユーラシア文化研究』第1号、北海道大学文学部ユーラシア文化研究室、1965年11月、173-206頁。
- 「食事に関するアイヌ語調査資料（遺稿）」『北方文化研究』第2号、北海道大学、1967年3月、173-189頁。
- 「葬儀に関するアイヌ語調査資料（遺稿）」『北方文化研究』第3号、北海道大学、1968年3月、197-212頁。
- 「妖怪に関するアイヌ語調査資料（遺稿）」『北方文化研究』第4号、北海道大学、1970年3月、113-132頁。

#### 博士論文
- 知里真志保『アイヌ語法研究 : 樺太方言を中心として』北海道大学〈文学博士 ,報告番号不明〉、1954年。 NAID 500000491308。

## 評伝
- 高橋真『アイヌの文学博士 知里真志保小伝』アイヌ問題研究所、1962年12月。
- 藤本英夫『天才アイヌ人学者の生涯 知里真志保評伝』講談社、1970年3月。
- 大谷勝義『ウタリーの星 天才アイヌ人学者 知里真志保の一生』斎藤博之絵、講談社〈児童文学創作シリーズ〉、1972年2月。
- 湊正雄『アイヌ民族誌と知里真志保さんの思い出』築地書館、1982年12月。
- 藤本英夫『知里真志保の生涯』新潮社〈新潮選書〉、1982年7月。ISBN 9784106002311。
  - 藤本英夫『知里真志保の生涯 アイヌ学復権の闘い』草風館、1994年6月。ISBN 9784883230686。
- 小坂博宣 編『研究報告書 樺太庁豊原高等女学校での知里真志保』知里真志保を語る会、2008年2月。
- 小坂博宣 編『研究報告書 北海道大学での知里真志保』知里真志保を語る会、2009年2月。
- 小坂博宣 編『知里真志保 アイヌの言霊に導かれて 附関係講演記録』知里真志保を語る会、2010年1月。
- 北海道大学大学院文学研究科北方研究教育センター『知里真志保 人と学問』北海道大学出版会、2010年3月。ISBN 9784832933750。
- 佐藤=ロスベアグ・ナナ『文化を翻訳する 知里真志保のアイヌ神謡訳における創造』サッポロ堂書店、2011年3月。ISBN 9784915881206。
- 登別アイヌ協会 編『登別アイヌ協会と知里真志保を語る会』登別アイヌ協会、2019年11月。